# François de Boigne
François de Boigne, né le 18 août 1896 à Noyon et mort le 23 août 1970 à Neuilly-sur-Seine, est un pilote français pendant la Première Guerre mondiale, qui devint un as de l'aviation pendant la guerre. Il est crédité de six victoires aériennes entre le 3 mai 1917 et le 9 octobre 1918 au sein de l'Escadrille 82 et de l'Escadrille 69.

## Biographie
François Eugène Marie Antoine de Boigne est né à Noyon, en France, le 18 août 1896. Le 11 novembre 1914, il se porte volontaire pour un service militaire de quatre ans et devient hussard. Il est envoyé en formation de pilote le 13 juin 1916. Il obtient son brevet de pilote militaire le 25 août 1916. Il est affecté à l'Escadrille 82 le 2 janvier 1917. Il y remporte sa première victoire le 3 mai 1917. Au cours du premier semestre 1918, il en remporte quatre autres. Le 16 septembre 1918, il est transféré à l'Escadrille 69, avec laquelle il remporte sa dernière victoire. À la fin de la guerre, il a gravi les échelons jusqu'à devenir lieutenant.
Il est admis au Jockey Club de Paris en 1919.
Après la guerre, De Boigne sert en Chine où il est instructeur sur Potez. Il a également servi pendant la Seconde Guerre mondiale. Il est décédé le 23 août 1970.

## Distinctions
- Croix de guerre 1914–1918
- Médaille militaire
- Chevalier de la Légion d'honneur (1919)